# Nahui Ollin Fraccionamiento
Nahui Ollin Fraccionamiento är en ort i Mexiko.   Den ligger i kommunen Tequisquiapan och delstaten Querétaro Arteaga, i den sydöstra delen av landet, 140 km nordväst om huvudstaden Mexico City. Nahui Ollin Fraccionamiento ligger 1 911 meter över havet och antalet invånare är 739.
Terrängen runt Nahui Ollin Fraccionamiento är kuperad åt sydost, men åt nordväst är den platt. Runt Nahui Ollin Fraccionamiento är det ganska tätbefolkat, med 149 invånare per kvadratkilometer. Närmaste större samhälle är San Juan del Río, 17,1 km sydväst om Nahui Ollin Fraccionamiento. I omgivningarna runt Nahui Ollin Fraccionamiento växer huvudsakligen savannskog.